# Photographie UV

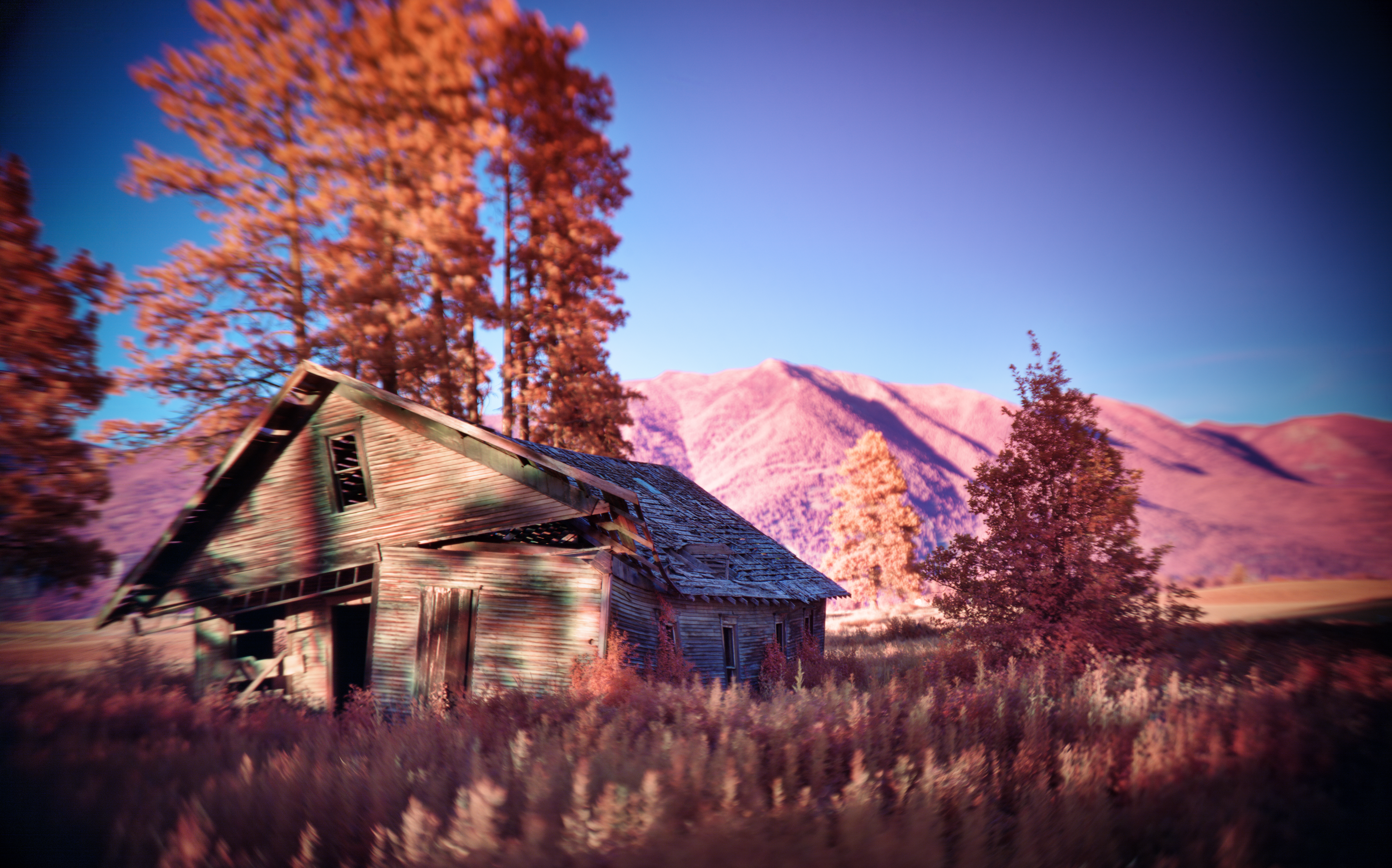
Une photographie avec ultraviolets (335-365nm) mappée sur le canal bleu, visible sur le canal vert (500-600nm) et infrarouge sur le canal rouge (720-850nm).

La photographie ultraviolette est un processus photographique d'enregistrement d'images en utilisant uniquement la lumière du spectre ultraviolet (UV). Les images prises avec la lumière ultraviolette servent à plusieurs fins scientifiques, médicales ou artistiques. Les images peuvent révéler une détérioration des œuvres d'art ou des structures non apparentes sous la lumière visible. Des images médicales de diagnostic peuvent être utilisées pour détecter certains troubles cutanés ou comme preuve de blessure. Certains animaux, en particulier les insectes, utilisent des longueurs d'onde ultraviolettes pour la vision ; ainsi, la photographie aux ultraviolets peut aider à étudier les marques des plantes qui attirent les insectes, alors qu'elles sont invisibles à l'œil nu. La photographie ultraviolette de sites archéologiques peut révéler des artefacts ou des traces qui ne seraient pas autrement visibles. 
Des photographies faites avec divers colorants qui fluorescent sous un éclairage ultraviolet sont également utiles. 

## Aperçu

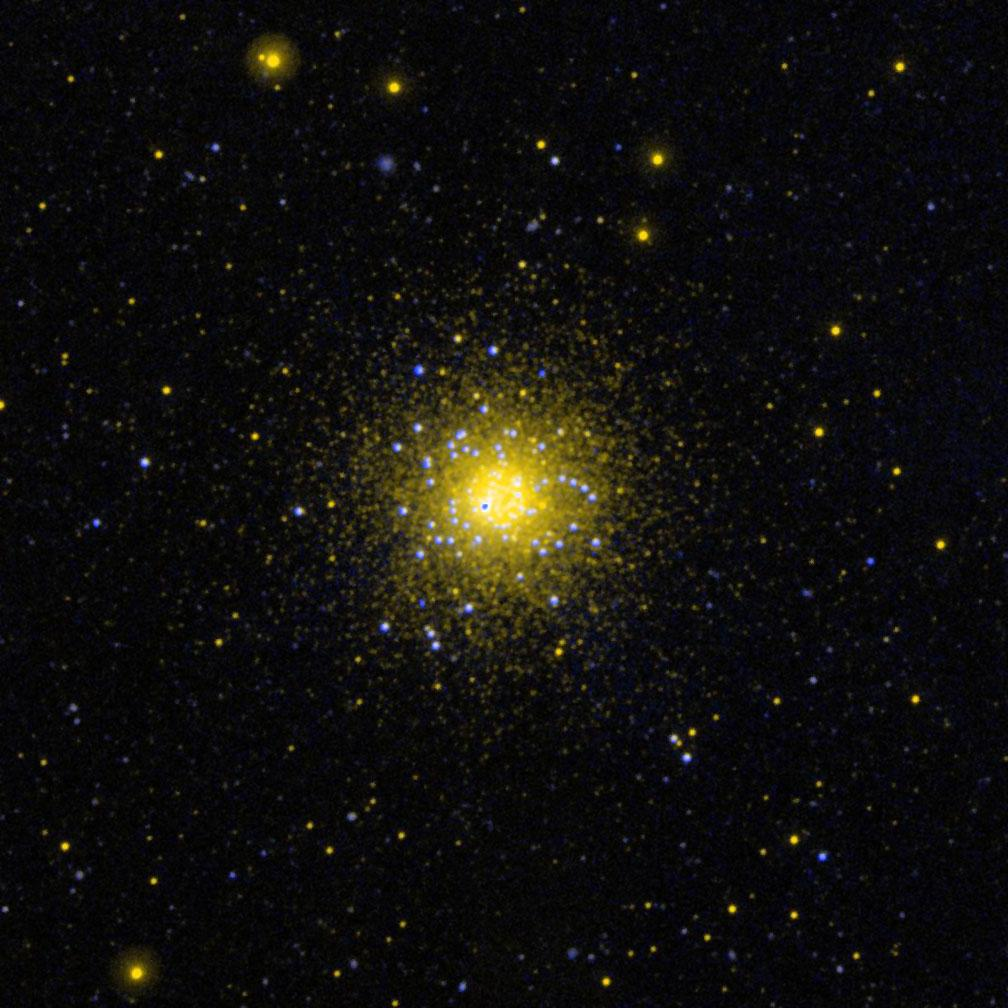
Image ultraviolette de l'amas globulaire NGC 1851 dans la constellation sud de Columba.

La lumière visible à l'œil humain couvre la région spectrale d'environ 400 à 750 nanomètres. Il s'agit du spectre de rayonnement utilisé en photographie normale. La bande de rayonnement qui s'étend d'environ 1 nm à 400 nm est connue sous le nom d'ultraviolet. Les spectrographes UV divisent cette gamme en trois bandes de longueur d'onde: 
- proche UV (380–200 nm; abrév. NUV)
- UV lointain/sous vide (200–10 nm; abrév. FUV ou VUV)
- UV extrême (1–31 nm; abrév. EUV ou XUV).

Seuls l'UV proche présente un intérêt pour la photographie UV. En effet, l'air ordinaire est opaque à des longueurs d'onde inférieures à environ 200 nm, et le verre de l'objectif est opaque en dessous d'environ 180 nm. Les photographes UV subdivisent le proche UV en : 
- UV à ondes longues qui s'étend de 320 à 400 nm, également appelé UV-A,
- UV à onde moyenne qui s'étend de 280 à 320 nm, également appelé UV-B,
- UV à ondes courtes qui s'étend de 200 à 280 nm, également appelé UV-C.

Ces termes ne doivent pas être confondus avec les parties du spectre radioélectrique portant des noms similaires. 
Il existe deux façons d'utiliser le rayonnement UV pour prendre des photographies : par fluorescence réfléchie par ultraviolets et induite par ultraviolets. La photographie ultraviolette réfléchie trouve une utilisation pratique en médecine, dermatologie, botanique, criminologie et applications théâtrales. 
La lumière du soleil est une source de rayonnement UV gratuite et disponible pour la photographie UV réfléchie, cependant la qualité et la quantité du rayonnement dépendent des conditions atmosphériques. Une journée lumineuse et sèche est beaucoup plus riche en rayonnement UV et est préférable à une journée nuageuse ou pluvieuse. 
Une autre source appropriée est le flash photographique qui peut être utilisé efficacement en combinaison avec un réflecteur en aluminium. Certaines unités de flash ont un verre spécial absorbant les UV sur le stroboscope, qui doit être retiré avant l'exposition. Il aide également à éliminer partiellement (90%) le revêtement en or de certains tubes à éclats qui, autrement, supprime les UV. 
La plupart des sources UV modernes sont basées sur un arc en mercure scellé dans un tube en verre. En enduisant le tube intérieurement avec un matériau phosphorécent approprié, il devient une source UV efficace à ondes longues. 
Récemment, des LED UV sont devenues disponibles. Le regroupement de plusieurs LED UV peut produire une source suffisamment puissante pour la photographie UV réfléchie, bien que la bande d'onde d'émission soit généralement un peu plus étroite que la lumière du soleil ou le flash électronique. 
Des lampes UV spéciales appelées tubes ou ampoules de fluorescence à « lumière noire » peuvent également être utilisées pour la photographie ultraviolette à ondes longues. 

## Équipements et techniques

### Photographie UV réfléchie

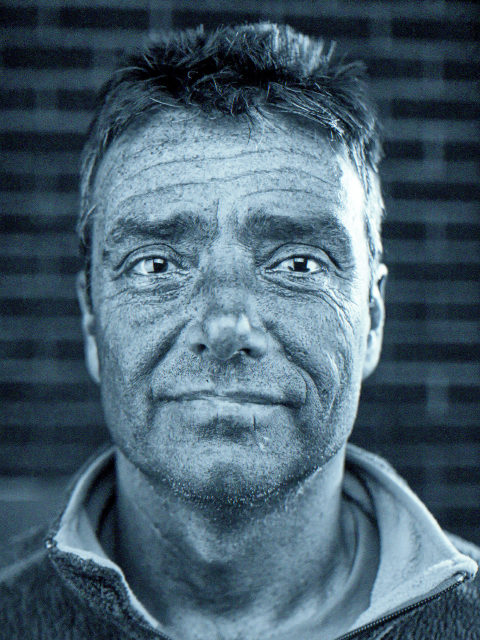
Un portrait pris en utilisant uniquement la lumière UV entre les longueurs d'onde de 335 et 365 nanomètres.

Dans la photographie UV réfléchie, le sujet est éclairé directement par des lampes émettant des UV (sources de rayonnement) ou par un fort ensoleillement. Un filtre de transmission UV est placé sur la lentille, qui laisse passer la lumière ultraviolette et qui absorbe ou bloque toute la lumière visible et infrarouge. Les filtres UV sont fabriqués à partir de verre coloré spécial et peuvent être enduits ou mis entre d'autres verres filtrants pour aider à bloquer les longueurs d'onde indésirables. Des exemples de filtres de transmission UV sont le filtre Baader-U ou le filtre passe-bande ultraviolet StraightEdgeU, qui excluent tous deux la lumière la plus visible et infrarouge. Les filtres plus anciens incluent le Kodak Wratten 18A, B + W 403, Hoya U-340 et Kenko U-360, dont la plupart doivent être utilisés en conjonction avec un filtre de blocage infrarouge supplémentaire. Typiquement, ces filtres à transmission UV bloquant les infrarouges sont fabriqués à partir de verre Schott BG-38, BG-39 et BG-40. Les filtres à utiliser avec les capteurs d'appareils photo numériques ne doivent pas présenter de "fuite infrarouge" (transmission dans le spectre infrarouge) : le capteur capterait le rayonnement infrarouge réfléchi ainsi que les ultraviolets, ce qui pourrait masquer les détails qui seraient mis en évidence par des ultraviolets seuls. 
La plupart des types de verre permettent aux UV à ondes longues de passer, mais absorbent toutes les autres longueurs d'onde UV, généralement à partir de 350 nm et en dessous. Pour la photographie UV, il est nécessaire d'utiliser des objectifs spécialement développés ayant des éléments en verre de quartz ou en quartz et fluorine. Les lentilles basées uniquement sur le quartz montrent un décalage de mise au point distinct entre la lumière visible et UV, tandis que les lentilles fluorite/quartz peuvent être entièrement corrigées entre la lumière visible et ultraviolette sans décalage de mise au point. Des exemples de ce dernier type sont le Nikon UV-Nikkor 105 mm f / 4.5, le Coastal Optics 60 mm f / 4.0, le Hasselblad (Zeiss) UV-Sonnar 105 mm, et le Asahi Pentax Ultra Achromatic Takumar 85 mm f / 3,5. 
Les appareils photo numériques appropriés pour la photographie UV réfléchie sont les reflex numériques Nikon D70 ou D40 DSLRs, mais de nombreux autres conviennent après avoir retiré leur filtre de blocage UV et IR interne. L'appareil photo reflex numérique Fujifilm FinePix IS Pro est spécialement conçu pour la photographie ultraviolette (et infrarouge), avec une réponse en fréquence de 1000 à 380 nm, bien qu'il réponde également à des longueurs d'onde un peu plus longues et plus courtes. Le silicium (à partir duquel les capteurs DSLR sont fabriqués) peut répondre à des longueurs d'onde comprises entre 1100 et 190 nm. 

### Photographie par fluorescence induite par UV

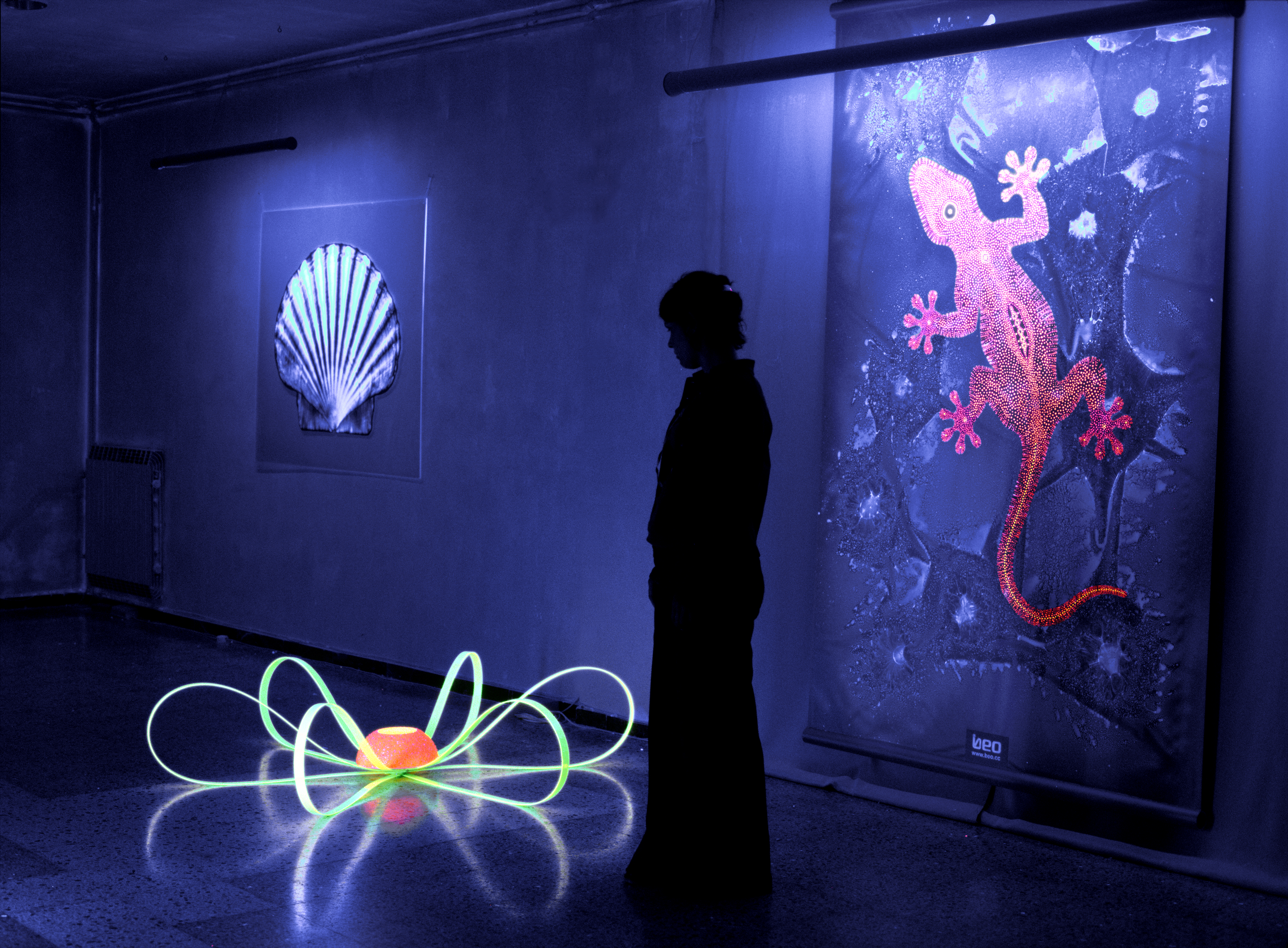
Matériaux fluorescents éclairés par la lumière UV. Aucun filtre n'est utilisé pour absorber la lumière visible violette. Photo prise avec un film à la lumière du jour

La photographie basée sur la fluorescence visible induite par le rayonnement UV utilise le même éclairage ultraviolet que dans la photographie UV réfléchie. Cependant, le filtre barrière en verre utilisé sur la lentille doit maintenant absorber ou bloquer toute la lumière ultraviolette et infrarouge et ne doit laisser passer que le rayonnement visible. La fluorescence visible est produite chez un sujet approprié lorsque les longueurs d'onde ultraviolettes à énergie plus courte et plus élevée sont absorbées, perdent de l'énergie et sont émises sous forme de longueurs d'onde visibles à énergie plus longue et plus faible. 
La photographie par fluorescence visible induite par les UV doit avoir lieu dans une pièce sombre, de préférence avec un fond noir. Le photographe doit également porter des vêtements de couleur foncée pour de meilleurs résultats car de nombreux tissus de couleur claire sont également fluorescents sous UV. N'importe quel appareil photo ou objectif peut être utilisé car seules les longueurs d'onde visibles sont enregistrées. 
Les UV peuvent également induire une fluorescence infrarouge et une fluorescence UV selon le sujet. Pour la photographie par fluorescence non visible induite par UV, un appareil photo doit être modifié afin de capter des images UV ou IR, et des objectifs compatibles UV ou IR doivent être utilisés. 
Des filtres sont parfois ajoutés à la source d'éclairage UV pour rétrécir la bande d'onde de l'illuminant. Ce filtre est appelé filtre excitateur et ne laisse passer que le rayonnement nécessaire pour induire une fluorescence particulière. Comme précédemment, un filtre barrière doit également être placé devant l'objectif de la caméra pour exclure les longueurs d'onde indésirables. 

## Usage médico-légal
La photographie ultraviolette a été utilisée en médecine légale comme preuve au tribunal au moins dès 1934. Les photographies prises avec un rayonnement ultraviolet peuvent révéler des ecchymoses ou des cicatrices non visibles à la surface de la peau, dans certains cas longtemps après la guérison visible. Ceux-ci peuvent servir de preuve d'agression.  L'imagerie ultraviolette peut être utilisée pour détecter une altération des documents.  